# Calcio ai XIII Giochi panamericani - Torneo maschile

La tredicesima edizione del torneo di calcio ai Giochi panamericani si è svolta a Winnipeg, Canada, dal 23 luglio al 7 agosto 1999. Le Nazionali partecipanti sono dieci, una affiliata alla CONMEBOL e nove alla CONCACAF. A vincere la competizione fu il Messico.

## Incontri

### Gruppo A
| Squadra           | P | G | V | N | S | GF | GS | DR |
| ----------------- | - | - | - | - | - | -- | -- | -- |
| Messico           | 8 | 4 | 2 | 2 | 0 | 7  | 4  | +3 |
| Canada            | 8 | 4 | 2 | 2 | 0 | 5  | 2  | +3 |
| Costa Rica        | 6 | 4 | 1 | 3 | 0 | 5  | 4  | +1 |
| Guatemala         | 4 | 4 | 1 | 1 | 2 | 4  | 5  | -1 |
| Trinidad e Tobago | 0 | 4 | 0 | 0 | 4 | 2  | 8  | -6 |

| Costa Rica        | 1 - 1 | Canada            |
| Messico           | 2 - 1 | Trinidad e Tobago |
| Trinidad e Tobago | 0 - 2 | Canada            |
| Guatemala         | 1 - 3 | Messico           |
| Canada            | 2 - 1 | Guatemala         |
| Costa Rica        | 2 - 1 | Trinidad e Tobago |
| Guatemala         | 2 - 0 | Trinidad e Tobago |
| Costa Rica        | 2 - 2 | Messico           |
| Guatemala         | 0 - 0 | Costa Rica        |
| Canada            | 0 - 0 | Messico           |

### Gruppo B
| Squadra     | P  | G | V | N | D | GF | GS | DR |
| ----------- | -- | - | - | - | - | -- | -- | -- |
| Honduras    | 12 | 4 | 4 | 0 | 0 | 10 | 3  | +7 |
| Stati Uniti | 7  | 4 | 2 | 1 | 1 | 4  | 3  | +1 |
| Giamaica    | 6  | 4 | 2 | 0 | 2 | 6  | 4  | +2 |
| Cuba        | 3  | 4 | 1 | 0 | 3 | 3  | 6  | -3 |
| Uruguay     | 1  | 4 | 0 | 1 | 3 | 2  | 9  | -7 |

| Uruguay     | 0 - 2 | Giamaica    |
| Stati Uniti | 1 - 0 | Cuba        |
| Uruguay     | 1 - 3 | Cuba        |
| Honduras    | 2 - 1 | Stati Uniti |
| Uruguay     | 1 - 4 | Honduras    |
| Giamaica    | 2 - 0 | Cuba        |
| Stati Uniti | 2 - 1 | Giamaica    |
| Honduras    | 2 - 0 | Cuba        |
| Giamaica    | 1 - 2 | Honduras    |
| Uruguay     | 0 - 0 | Stati Uniti |

### Semifinali
| Arbitro: | Batres |

|                                   |           |  |
| Ortiz 7’ 19’ Mora 43’ Mendoza 84’ | Marcatori |  |

| Winnipeg 4 agosto 1999 | Honduras | 2 – 0 | Canada |  |

### Finale 3º-4º posto
| Winnipeg 6 agosto 1999 | Stati Uniti | 2 – 1 | Canada |  |

### Finale
| Arbitro: | Prendergast |

|                            |            |           |
| Altamirano 7’ Mora 55’ 75’ | Marcatori  | 41’ Pavón |
| Real                       | Allenatori | Maradiaga |

## Vincitore
| Vincitore              |
| ---------------------- |
| Messico Medaglia d'oro |